# Witternesse
Witternesse là một xã ở tỉnh Pas-de-Calais, vùng Hauts-de-France của Pháp.

## Địa lý
Witternesse có cự ly khoảng 15 dặm (24,1 km) phía tây Béthune và 36 dặm (57,9 km) về phía tây nam của Lille, tại giao lộ của các tuyến đường D186 và D186. Tuyến A26 autoroute chạy qua thị trấn.

## Dân số
| 1962                                                         | 1968 | 1975 | 1982 | 1990 | 1999 | 2006 |
| ------------------------------------------------------------ | ---- | ---- | ---- | ---- | ---- | ---- |
| 586                                                          | 587  | 573  | 523  | 552  | 534  | 582  |
| Số liệu điều tra dân số từ năm 1962: Dân số không tính trùng |      |      |      |      |      |      |

## Địa điểm nổi bật
- Nhà thờ St.Martin, thế kỷ 17.